# Nicolas Benoît
Cet article concerne le joueur de rugby. Pour le fondateur des Éclaireurs de France, voir Nicolas Benoit. Pour l'architecte russe, voir Nicolas Benois
Pour les articles homonymes, voir Benoît.
Nicolas Benoît (né le 3 septembre 1983 à Aubenas, Ardèche) est un joueur de rugby à XV évoluant au poste de troisième ligne aile (1,87 m pour 103 kg).

## Carrière

### Clubs successifs
- RC Aubenas Vals 2003-2005
- SC Albi 2005-2006
- Tarbes Pyrénées 2006-2007
- RC Aubenas Vals[1] 2007-2010

## Palmarès
- International marocain, sélectionné lors des phases de qualification pour la Coupe du monde de rugby 2007.